# Манліо Скопіно
Манліо Скопіно (італ. Manlio Scopigno, 20 листопада 1925, Пауларо — 25 вересня 1993, Рієті) — італійський футболіст, що грав на позиції захисника. По завершенні ігрової кар'єри — тренер. У цьому статусі здобув найбільших результатів, ставши чемпіоном Італії з «Кальярі» у сезоні 1969/70.

## Ігрова кар'єра
Народився 20 листопада 1925 року в місті Пауларо на півночі Італії. Втім ріс Манліо в Рієті, куди він переїхав зі своєю родиною після того, як його батько, професійний лісник, був переведений туди. Там Скопіно також почав грати в футбол і пройшов через молодіжні команди місцевого клубу «Рієті». В 1946 році потрапив до першої команди і протягом двох років грав за неї у Серії В, взявши участь у 56 матчах чемпіонату.
1948 року рідна команда Скопіно через фінансові проблеми була відправлена у Промоціоне, четвертий за рівнем дивізіон країни і футболіст перейшов у «Салернітану», що саме вилетіла з Серії А. Відіграв за команду з Салерно наступні три сезони своєї ігрової кар'єри. Більшість часу, проведеного у складі «Салернітани», був основним гравцем команди, але так і не зумів повернути її в еліту. Натомість у сезоні 1948/49, в матчі 38 туру проти «Лечче», після травми воротаря Альдо Де Фаціо був змушений грати на його позиції і пропустив чотири голи.
1951 року перейшов у «Наполі», у складі якого дебютував у Серії А. Втім 11 травня 1952 року у матчі чемпіонату проти «Комо» (7:1) Скопіно отримав серйозну травму — розрив зв'язок коліна, через яку фактично змушений був закінчити професійну кар'єру. За іронією долі травму Манліо отримав за кілька секунд після того, як забив свій єдиний гол у Серії А.
Після відновлення Скопіно недовго пограв у Серії С за «Катандзаро», але 1954 року остаточно закінчив кар'єру.

## Кар'єра тренера
Розпочав тренерську кар'єру у нижчолігових італійських клубах «Рієті», «Тоді» та «Ортона».
1959 року Скопіно став асистентом головного тренера Роберто Лерічі у «Ланероссі Віченца». Після звільнення Лерічі на початку 1961 року Скопіно сам став головним тренером клубу Серії А. Манліо зумів зайняти з командою 14 місце у сезоні 1961/62 і врятувати команду від вильоту. У першому повному сезоні 1962/63 команда виступила краще, закінчивши сьомому місці. Крім того, «Ланеросі Віченца» під керівництвом Скопіно у тому сезоні здобула перемоги над такими командами, як «Фіорентина», «Мілан» та «Рома». Наступний сезон 1963/64 вони завершили шостими у серії А, що стало найкращим результатом команди в історії. Прми цьому команда лише на два очки відстала від п'ятої команди «Ювентуса», що отримали право зіграти у Кубку ярмарків, попереднику Кубка УЄФА. Втім далі команда погіршила результати і сезон 1964/65 закінчила на 12 місці, лише на два очки випередивши «Дженоа», що вилетіло у Серію В, після чого Скопіно покинув клуб.
Влітку 1965 року Скопіно очолив інший клуб Серії А «Болонья», втім після кількох невдалих матчів вже у жовтні був звільнений і замінений на Луїса Карнілью.
1966 року прийняв пропозицію попрацювати у клубі «Кальярі». Сезон 1966/67 команда з Сардинії закінчила на 6 місці, а сам Скопіно був названий тренером року в Італії. Влітку 1967 року Скопіно з командою взяв участь у чемпіонаті США, організованому United Soccer Association. Оскільки асоціація не встигла організувати власний повноцінний чемпіонат, у ньому взяли участь європейські і південноамериканські команди під франшизами американських клубів і «Кальярі» представляв команду «Чикаго Мустангс». Клуб зайняв 3 місце у Західному дивізіоні, а головною зіркою став Роберто Бонінсенья, що забив 11 голів у 9 іграх.
Після турніру в США команда прибула до посольства Італії в США у Вашингтоні, де Скопіно був помічений за сечоспусканням у кущах посольства. Розпочався скандал, в результаті якого Манліо на посаді тренера «Кальярі» був замінений на Етторе Пурічеллі, і сезон 1967/68 неофіційно працював у штабі Еленіо Еррери в «Інтернаціонале». Після цього 1968 року Манліо повернувся до роботи в «Кальярі». У сезоні 1968/69 він став з командою другим, що стало найвищим досягненням команди в історії. Наступного року, маючи таких зірок, як воротар Енріко Альбертозі, півзахисник Анджело Доменгіні та, звичайно, форвард Луїджі Ріва, що з 21 голом став найкращим бомбардиром чемпіонату (усі троє були чемпіонами Європи 1968 року), клуб вперше в своїй історії став чемпіоном Італії і до сьогодні клуб є єдиним володарем скудетто з Сардинії. Після цього тренер пропрацював з командою ще два сезони, проте більше вагомих досягнень не було — команда зайняла сьоме та четверте місце відповідно.
Після року без роботи влітку 1973 року Скопіно став головним тренером столичного клубу «Рома». У новій команді справи у Скопіно не пішли: клуб у шести перших турах зазнав чотири поразки, після чого Манліо був звільнений у листопаді того ж року.
Після звільнення з римського клубу Скопіно знову тривалий час лишався без клубу, поки у квітні 1975 року не повернувся до «Ланероссі» із завданням врятувати команду від вильоту з Серії А. Скопіно зайняв з командою 14 місце і не зумів зберегти для команди місце в еліті, втім залишився з клубом працювати і у Серії В. Лише після того як клуб опинився у зоні вильоту і з другого дивізіону Скопіно був звільнений у лютому 1976 року, а новий тренер бразилець Шинезінью зумів залишити команду у Серії В.
Помер 25 вересня 1993 року на 68-му році життя у місті Рієті від серцевого нападу. Після його смерті місцевий стадіон Рієті був названий на його честь, а «Кальярі» включив його у свою Залу слави.

## Титули і досягнення

### Як тренера
- Чемпіон Італії (1): 1969–1970

### Особисті
- Тренер року в Італії[it]: 1966–1967